# Шинано (самолетоносач)
Вижте пояснителната страница за други значения на Шинано.
„Шинано“ (信濃) е самолетоносач от японския Императорски флот по време на Втората световна война.
Построен е на основата на третия от общо 5-те суперкораби от клас „Ямато“. Наречен е на древната японска провинция Шинано. Запазва оригиналното си име (също като самолетоносачите „Кага“ и „Акаги“), въпреки че е преработен от линеен кораб на самолетоносач. Потопен е на 29 ноември 1944 година от американската подводница Archer-Fish.

## Дизайн и конструиране
Основите на „Шинано“ са поставени през юни 1940 г. във Военноморската корабостроителница на Йокосука (днес под американска администрация), но строенето бива прекратено през лятото на 1941 година, за да освободи работна ръка и ресурси за започващите военни действия. След катастрофалните загуби в битката при Мидуей се взима решение „Шинано“ да се преустрои като самолетоносач.
По време на преустройствения процес на Шинано се обръща голямо внимание на бронята. Например, летателната палуба е проектирана със 17 700 тона стомана – достатъчно да издържи на удар от 453 килограмова бомба. С водоизместимост при пълно зареждане от почти 72 000 тона, той е най-големият самолетоносач построен някога до пускането на вода на USS Enterprise през 1961 година.  „Шинано“ е проектиран като ескортен самолетоносач, използващ обширните си работилници и големия си горивен капацитет да обслужва самолетите на другите самолетоносачи. Самият той има малка самолетна група и голям брой неназначени самолети, за да заместват загубите на другите самолетоносачи.
Съществуването на кораба се пази в тайна. Построени са високи огради на трите страни на сухия док и преустройствените работи са ограничени само до двора на корабостроителницата. Сериозни наказания, включително и смъртна присъда, очакват всички издали и една дума за новия японски самолетоносач. В резултат на това, „Шинано“ е единственият голям военен кораб построен през 20 век, който никога не е фотографиран официално по време на строителството му. 
При тези условия, „Шинано“ е завършен на 5 октомври 1944 година и е тържествено именуван на 8 октомври. Напуска корабостроителницата за да направи изпитания на 11 ноември и е приет на въоръжение на 19 ноември 1944 година.
На 28 ноември „Шинано“ отплава за Куре за допълнително въоръжаване, ескортиран от 3 миноносци. Капитан Тошио Абе командва екипаж от 2176 офицери и войници. В допълнение към тях, на борда има още 300 работници от корабостроителницата и 40 цивилни. Обе избира да пътува нощем, след като разбира, че няма на разположение въздушна подкрепа за дневни преходи. Командирите на миноносците привеждат доводи за дневни преходи, обръщайки внимание на умората сред техните екипажи (те са участвали във втората битка за Филипинско море) и нуждата от наложителни ремонти. Въпреки това, Абе смята, че дневен преход без самолетна подкрепа би довело до катастрофа.
Японското военно командване има големи надежди за „Шинано“ – те се надяват, че той може да обърне хода на войната, която Япония очевидно губи. В действителност те придават толкова голямо значение на кораба, че Абе е предполжен за повишение в контраадмирал при пристигането си в Куре. Въпреки това, до времето в което кораба тръгва на първата си мисия, повечето от помещенията му не са тествани за водоиздръжливост. Въпреки че целият екипаж има военна подготовка, с изключение на 700 души, те не са добре обучени да действат при поражения. Също и 4 от 12-те котли не са в изправност, заради липса на части. Абе всъщност пожелава отлагане на отплаването поради тези причини, но щаба „извива“ ръцете му, главно заради страховете от предстояща американска бомбардировка на острова. Дори само с 8 котела „Шинано“ може да се придвижва с 20 възела – по-бързо от американските подводници, обикалящи водите на юг от брега на Хоншу.

## Битката с Archer-Fish
„Шинано“ е само от няколко часа в открито море, когато е забелязан от USS Archer-Fish, подводница от клас Балао под командването на Командир Джоузеф Ф. Енрайт. Въпреки че Абе има превъзхождаща огнева мощ на свое разположение, той смята, че Archer-Fish е флагманска подводница на вълча глутница. Според него Archer-Fish е примамка, която да отвлече един или повече от миноносците по нея, и да даде чисто пространство на другите подводници към „Шинано“. Всъщност Абе нарежда на един от миноносците да се откаже нападението над подводницата, като вероятно така пропуска най-добрият си шанс да я потопи. Всичките ходове на Абе са отбранителни, като главната му цел е да прибере „Шинано“ в Куре. Той става още по-защитен когато един от главните комини прегрява като скоростта пада до 18 възела, скорост равна на тази на повечето американски подводници. В припряността си да избяга предполагаемата вълча глутница, движейки се на зигзаг, няколко часа по-късно поставя „Шинано“ точно на пътя на Archer-Fish
В 03:17 Archer-Fish изстрелва 6 торпеда. 4 повърхностни торпеда удрят Шинано между противоторпедното дъно и нивото на водата. Въпреки че първоначално кораба продължава по пътя си, той губи мощност към 06:00. Екипажът е неспособен да се справи с наводняването и „Шинано“ потъва в 11:00 при координати 32°0′ Север и 137°0′ Изток. Приблизително 1400 от 2500 души загиват. С тях загива и самият Абе с неговите двама навигатори, които потъват с кораба.
Американското военноморско разузнаване дори не подозира за съществуването на Шинано когато напуска пристанището, но предполага, че има трети кораб от клас Ямато. Първоначално Archer-Fish получава признание за потопяването на 28 000 тонен самолетоносач. Едва след края на войната американците разкриват, че Archer-Fish всъщност е потопил 72 000 тонен Левиатан.
Следвоенните изследвания на американска военноморска техническа мисия в Япония заключава, че „Шинано“ има сериозни проектантски недостатъци. Свръзката между противоторпедната броня на корпуса и противоторпедното дъно на подводното тяло на кораба е зле проектирана; всичките торпеда на Archer-Fish експлодират в тази свръзка. Силата на експлозиите допълнително откъртва една от Н-образните носещи колони в котелното. Откъртената колона се превръща в таран като пробива дупка между двете котелни.Пропуска да се тества водоиздръжливостта също изиграва своята роля. Оцелелите твърдят, че не са успели да регулират наводняването, защото водата се е изливала твърде бързо; някои твърдят, че са видели нитовете по спойките да се пръсват и така да допуснат нови водни разливи.
„Шинано“ е най-големият военен кораб, прихванат и унищожен от подводница в историята.

## Командващи офицери
| Ранг                                  | Име       | Служба                            | Бележки                 |
| ------------------------------------- | --------- | --------------------------------- | ----------------------- |
| Главен офицер по снабдяването Капитан | Тошио Абе | 15 август 1944 – 19 ноември 1944  |                         |
| Капитан / КАДМ*                       | Тошио Абе | 19 ноември 1944 – 29 ноември 1944 | Убит по време на битка. |